# Beteiligung am unerlaubten Glücksspiel
Die Beteiligung am unerlaubten Glücksspiel ist eine Straftat, die in Deutschland in § 285 StGB normiert ist. 
Danach wird mit einer Freiheitsstrafe bis zu sechs Monaten oder mit Geldstrafe bestraft, wer sich an einem unerlaubten öffentlichen Glücksspiel im Sinne des § 284 StGB beteiligt. 

## Hintergrund und Einzelheiten
Die heutige Norm entspricht in Tatbestand und Strafrahmen der alten Fassung des § 284a StGB und wurde im Rahmen des 6. Strafrechtsreformgesetzes eingefügt. Im Vergleich zur unerlaubten Veranstaltung eines Glücksspiels erfasst die Vorschrift primär die Spieler und nicht die Veranstalter. Wenn diese sich auch als Spieler beteiligen, werden sie in der Regel nach § 284 StGB bestraft, so dass § 285 zurücktritt.
Liegt eine behördliche Erlaubnis vor, braucht die Frage der Rechtswidrigkeit nicht geklärt zu werden, da bereits der Tatbestand nicht erfüllt ist.

## Tathandlung und Schuld
Der Täter muss sich als Spieler beteiligen und sein Vorsatz die Öffentlichkeit des Spiels sowie dessen Qualität als Glücksspiel umfassen. Wenn er sein Spielrisiko durch Manipulation minimiert oder ausschließt, ist eine Tateinheit mit Betrug gem. § 263 StGB möglich. 
Da es nicht nötig ist, das Spiel gewerbsmäßig zu betreiben, macht sich des Vergehens ebenfalls strafbar, wer bloß bei einer Gelegenheit an ihm teilnimmt.
Geht es um die Schuld des Täters, wird häufig gefragt, ob und inwieweit sich pathologisches Spielen  auswirken kann und bei der Würdigung des Falles geprüft werden muss. 
Nach der Rechtsprechung des Bundesgerichtshofs stellt die sog. Spielsucht isoliert betrachtet keine seelische Störung im Sinne des § 20 StGB dar, welche die Schuldfähigkeit ausschließt oder erheblich mindert. Führt das selbstzerstörerische Verhalten des Spielers hingegen „zu schwersten Veränderungen der Persönlichkeit“ oder hat er „bei Beschaffungstaten unter starken Entzugserscheinungen gelitten“, ist es möglich, dass seine Schuldfähigkeit nach § 21 StGB vermindert ist.